# Соколова Олена Олександрівна
Олена Олександрівна Соколова (рос. Елена Александровна Соколова, 23 липня 1986) — російська легкоатлетка, олімпійська медалістка.

## Виступи на Олімпіадах
| Олімпіада   | Дисципліна        | Місце |
| ----------- | ----------------- | ----- |
| Лондон 2012 | стрибки у довжину | 2     |

## Зовнішні посилання
- Досьє на sport.references.com